# Довгалюк Наталія Андріївна
Наталія Андріївна Довгалюк (нар. 26 січня 1993, Лапаївка, Львівська область) — акторка вільного театру «Око».

### Біографія
Народилася 26 січня 1993 року у с. Лапаївка, Львівської області. Здобувала середню освіту у Лапаївській ЗОШ I-III ступенів.
У 2009—2014 роках навчалася на на факультеті культури і мистецтв Львівського національного університету імені Івана Франка за спеціальністю «Актриса театру та кіно» у творчих майстернях Федора Макуловича, Олексія Кравчука, Богдана Козака, Людмили Колосович.
З 2011 по 2019 рік працювала актрисою драми у Львівському академічному драматичному театрі імені Лесі Українки.

## Акторські роботи в театрі
Львівський академічний драматичний театр імені Лесі Українки
- 2011 — «Пригоди невгамовного Зайчика та Червоної Шапочки»; реж. Людмила Колосович — Червона Шапочка, Метелик
- 2011 — «Лісова пісня»; реж. Людмила Колосович — Русалка, Злидень
- 2011 — «Вертеп»; реж. Людмила Колосович — Чортик, Циганча
- 2011 — «Дорога до Вифлеєму»; реж. Людмила Колосович — Мавпа, Зіронька
- 2012 — «Великі подвиги маленького Ріккі-Тіккі-Таві»; реж. Людмила Колосович — Ріккі-Тіккі-Таві
- 2012 — «І все-таки я тебе зраджу»; реж. Людмила Колосович — Білий Дух
- 2012 — «Search: www.МатиНАЙмичкА.com.ua»; реж. Григорій Шумейко — Дівчина
- 2013 — «Анатомія театру»; реж. Людмила Колосович — Артистка оркестру
- 2013 — «Собака на сіні»; реж. Людмила Колосович — Марчелла, Челіо
- 2013 — «Вінні-Пух і всі-всі-всі»; реж. Людмила Колосович — П'ятачок
- 2014 — «Загублений хвіст або Як вінні-Пух допоміг Іа-Іа»; реж. Людмила Колосович — П'ятачок
- 2014 — «Стіна»; реж. Людмила Колосович — Дівчина
- 2014 — «Готель поміж двох світів»; реж. Богдан Козак — Лора, Ангел
- 2014 — мюзикл «DIVKA»; реж. Олексій Коломійцев — Мешканка села
- 2014 — живе кіно «Вівісекція»; реж. Олексій Коломійцев
- 2014 — опера «Антиформалістичний райок»; реж. Олексій Коломійцев
- 2016 — трагікомедія «Слава героям»; Олексій Кравчук — Російськомовна медсестра Оля
- 2017 — «Зачарована принцеса»; реж. Олена Сєрова-Бондар — Гостя міста
- 2017 — «Калігула» за п'єсою Альбера Камю; реж. Олексій Кравчук — Патрицій-управитель

## Нагороди та визнання
- 2013 — гран-прі у Всеукраїнському конкурсі виконавців художнього слова імені Лесі Українки (професійні виконавці) у рамках XXVII Міжнародного фестивалю літератури і мистецтв «Лесині джерела» (м. Новоград-Волинський)